# Soneto 42
| «» Soneto 42 |
| --- |
| Thou hast her it is not all my grief, And yet it may be said I loved her dearly; That she hath thee is of my wailing chief, A loss in love that touches me more nearly. Loving offenders thus I will excuse ye: Thou dost love her, because thou know'st I love her; And for my sake even so doth she abuse me, Suffering my friend for my sake to approve her. If I lose thee, my loss is my love's gain, And losing her, my friend hath found that loss; Both find each other, and I lose both twain, And both for my sake lay on me this cross: But here's the joy; my friend and I are one; Sweet flattery! then she loves but me alone. |
| –William Shakespeare |

O Soneto 42 foi escrito por William Shakespeare e faz parte dos seus 154 sonetos. É sobre um triângulo amoroso entre o eu-lírico, uma mulher e um jovem amante.

## Traduções
Na tradução de Thereza Christina Rocque da Motta,
Por que a tens, não é este todo o meu pesar,
Mesmo que eu possa dizer quanto a amei;
Por ela ter a ti, este é todo o meu lamento,
Um amor ainda mais perdido para mim.
Amantes impuros, eu vos perdoo: –
Tu a amas, mesmo sabendo que eu a amo;
E mesmo que ela continue a abusar de mim,
Fazendo meu amigo sofrer por ela e por mim.
Se eu te perder, para o meu amor será um ganho,
E, ao perdê-la, meu amigo já não poderá tê-la;
Ao se unirem, perco os dois,
E ambos me farão arrastar esta cruz:
Mas, eis a alegria: meu amigo e eu somos um;
Doce engano! Então ela ama só a mim.